# 10 februari
10 februari is de 41ste dag van het jaar in de gregoriaanse kalender. Hierna volgen nog 324 dagen (325 dagen in een schrikkeljaar) tot het einde van het jaar.

## Gebeurtenissen
- Algemeen
  - 1962 - Een spionnenruil vindt plaats tussen de Russische spion Rudolf Abel en de door de Russen neergehaalde Gary Powers.
  - 1993 - Korte maar hevige brand breekt uit in de Sint-Servaasbasiliek in Grimbergen.
  - 2023 - Eddy van Wessel wint de Zilveren Camera 2022 voor zijn zwart-wit serie Ruïnes voor de vrijheid, over de oorlog in Oekraïne. Het is de vierde keer dat de fotograaf deze prijs wint.[1]
- Criminaliteit en veiligheid
  - 1978 - Ted Bundy wordt op de lijst van tien meest gezochte voortvluchtige criminelen van de FBI geplaatst. Hij wordt op 15 februari 1978 in Pensacola gearresteerd.
  - 2014 - Het stoffelijk overschot van de Nederlandse minister van staat Els Borst wordt gevonden bij haar woning in Bilthoven. Uit onderzoek blijkt dat zij door een misdrijf om het leven is gebracht op 8 februari.
  - 2024 - Op een militaire basis in Mogadishu (Somalië) doodt een schutter 5 militairen. Al-Shabaab eist de aanslag op.[2][3]
- Kunst en cultuur
  - 2024 - Cabaretier David Linszen verslaat in de finale van het Leids Cabaret Festival Said El Hassnaoui en Tim Kroezen en wint zowel de juryprijs, de publieksprijs als de studentenjuryprijs. Volgens de vakjury is Linszen onder meer "Gedurfd, gekund en geestig."[4]
- Economie
  - 2009 - In Nederland houdt de Postbank op te bestaan en heet voortaan ING Bank.
  - 2010 - President Hugo Chávez van Venezuela sluit contracten voor de ontginning van olievelden met het Amerikaanse bedrijf Chevron en met de Spaanse onderneming Repsol. De overeenkomsten leveren de schatkist van Venezuela miljarden dollars op.
- Media
  - 1941 - De eerste uitgave van Het Parool verschijnt.
  - 1942 - Glenn Miller ontvangt de eerste officiële gouden grammofoonplaat voor meer dan een miljoen verkopen.
  - 1947 - Oprichting NRU, voorloper van de NTS.
  - 1959 - Prinses Wilhelmina publiceert haar autobiografie 'Eenzaam, maar niet alleen'.
- Oorlog
  - 1258 - Mongolen verwoesten Bagdad en nemen de stad in waarbij 800.000 burgers worden gedood.
  - 1933 - Een voltreffer van een Dornier vliegboot maakt in Straat Soenda een eind aan een vijfdaagse muiterij op de Nederlandse kruiser De Zeven Provinciën.
  - 1989 - De Angolese regering beschuldigt Zuid-Afrika ervan Zuid-Angola te zijn binnengevallen om de verzetsorganisatie UNITA te steunen.
  - 2023 - Persbureau Associated Press meldt dat het Russische leger opnieuw cruciale infrastructuur in Oekraïne heeft aangevallen, onder meer in de steden Charkov en Zaporizja. In de door Rusland bezette regio's Donetsk en Loegansk zou inmiddels een nieuw Russisch offensief zijn begonnen.[5]
- Politiek
  - 1931 - New Delhi wordt de hoofdstad van India.
  - 1947 - De geallieerden tekenen in Parijs de Vrede van Parijs met Roemenië, Italië, Hongarije, Bulgarije en Finland.
  - 1995 - Letland treedt toe tot de Raad van Europa.
  - 2011 - Parlementsleden in Venezuela gaan met elkaar op de vuist, als de socialist Henry Ventura probeert oppositielid Alfonso Marquina weg te duwen achter het spreekgestoelte.
- Religie
  - 1962 - De Amerikaanse staten Georgia, North Carolina en South Carolina worden afgesplitst van het Aartsbisdom Baltimore en gevormd tot een zelfstandige rooms-katholieke kerkprovincie met het Aartsbisdom Atlanta en het Bisdom Savannah in Georgia, het Bisdom Raleigh in Noord-Carolina en het Bisdom Charleston in Zuid-Carolina.
- Sport
  - 1930 - Bij het eerste zelfstandige wereldkampioenschap ijshockey prolongeert Canada de wereldtitel door Duitsland in de finale in Berlijn met 6-1 te verslaan.
  - 1946 - Het Argentijns voetbalelftal wint voor de achtste keer de Copa América door in de slotwedstrijd met 2-0 te winnen van Brazilië.
  - 1992 - Jim Courier lost Stefan Edberg na 22 weken af als nummer één op de wereldranglijst der tennisprofessionals, maar de Amerikaan moet die positie na zes weken weer afstaan aan de Zweed.
  - 1996 - Schaakcomputer Deep Blue verslaat de Rus Garri Kasparov voor de eerste keer.
  - 2006 - Opening Olympische Winterspelen in Turijn.
  - 2008 - Bij de wereldkampioenschappen schaatsen allround in Berlijn wordt Sven Kramer net als een jaar eerder wereldkampioen. Paulien van Deutekom wint de titel bij de vrouwen.
  - 2014 - Op de Olympische Winterspelen van Sotsji wint Michel Mulder, als eerste Nederlander in de geschiedenis, goud op de 500 meter schaatsen. Hij blijft landgenoot Jan Smeekens twaalf duizendste seconde voor. Mulders tweelingbroer Ronald wint het brons.
  - 2022 - Tijdens de Olympische Winterspelen 2022 pakt Irene Schouten haar tweede gouden medaille. Dit keer bij het schaatsen op de 5000 meter met een Olympisch Record van 6.43,51. Dit is ook een nieuw Nederlands Record.[6]
  - 2024 - Gastland Qatar wint het Aziatisch kampioenschap voetbal door Jordanië in de finale met 3-1 te verslaan dankzij Akram Afif die drie strafschoppen kan omzetten in treffers.[7]
- Wetenschap en technologie
  - 1667 - Nicolaus Steno publiceert voor het eerst zijn vermoeden dat fossielen de overblijfselen zijn van uitgestorven soorten.
  - 1863 - Alanson Crane verkrijgt patent op de brandblusser.
  - 1913 - Boven Noord-Amerika treedt een bijzondere meteorenregen op waarbij de meteoren in formatie lijken te bewegen en opvallend traag zijn. Het fenomeen krijgt de naam the Great Meteor Procession of 1913.[8]
  - 1958 - Wetenschappers van het MIT Lincoln laboratorium zenden radarpulsen naar de planeet Venus die in benedenconjunctie is en slagen erin het teruggekaatste signaal weer op te vangen.[9]
  - 1990 - Het Galileo ruimtevaartuig maakt een flyby langs de planeet Venus om daarmee meer snelheid te krijgen op weg naar de planeet Jupiter.[10]
  - 2005 - Wereldpremière van het prototype van de 'Formula Zero' kart op de AutoRAI in Amsterdam, een kart die rijdt op brandstofcellen en waterstof.
  - 2009 - Eerste geregistreerde botsing van twee kunstmanen. De Kosmos-2251 en Iridium 33 worden door de botsing vernietigd.
  - 2022 - De planetoïde (11) Parthenope is in oppositie met de zon.[11]
  - 2023 - Lancering van Small Satellite Launch Vehicle (SSLV), een draagraket van ISRO, vanaf Satish Dhawan Space Centre voor de EOS-07 & others missie met EOS-07 een aardobservatiesatelliet van ISRO, Janus-1 en AzaadiSAT-2, CubeSats die technologische mogelijkheden laten zien.[12][13]
  - 2023 - Blue Origin maakt bekend dat het bedrijf met de Blue Alchemist technologie in staat is zonnepanelen en bedrading te maken uit materiaal dat lijkt op regoliet dat aanwezig is op de Maan.[14]

## Geboren

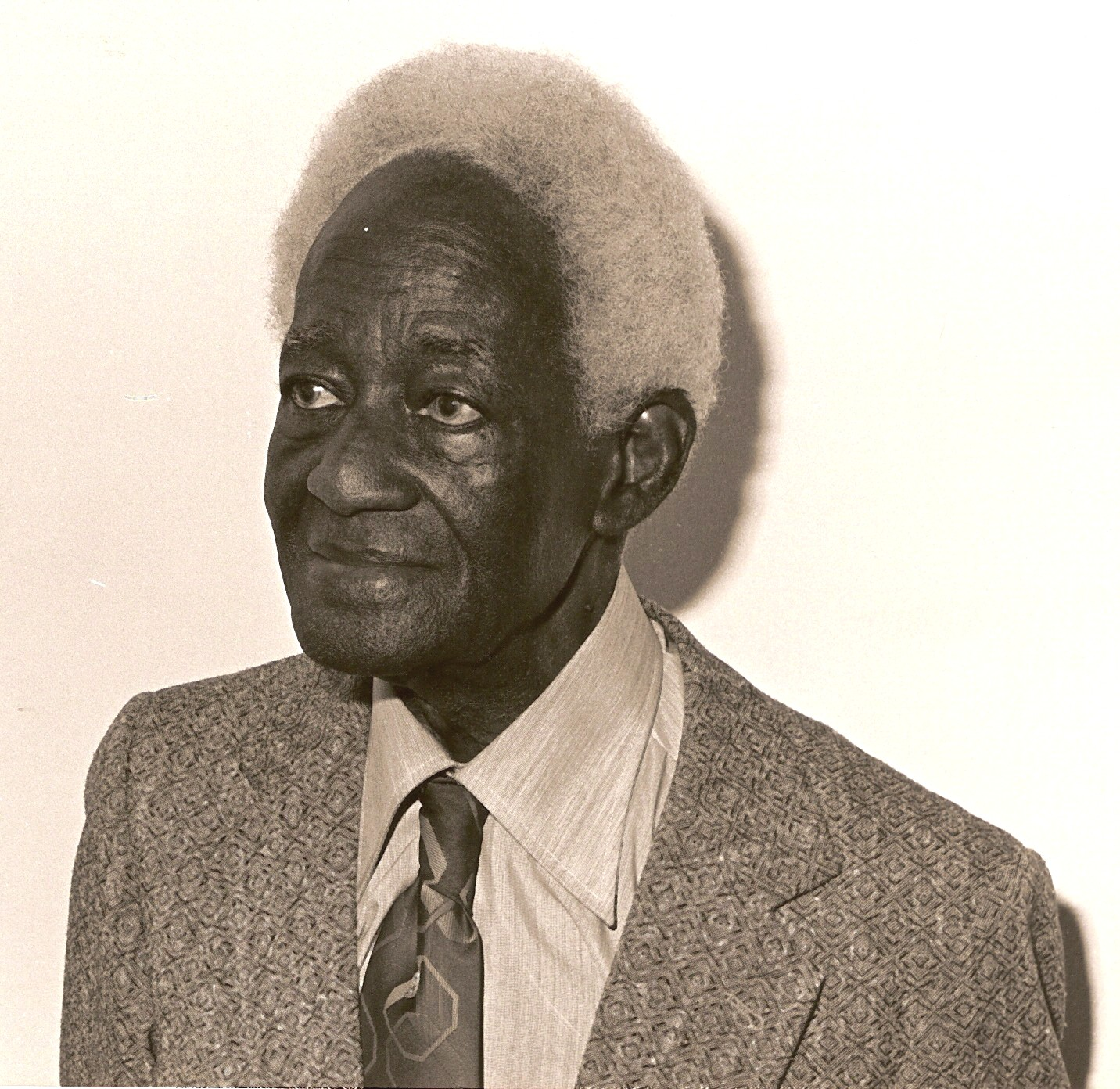
Eugène Rellum,
geboren in 1896

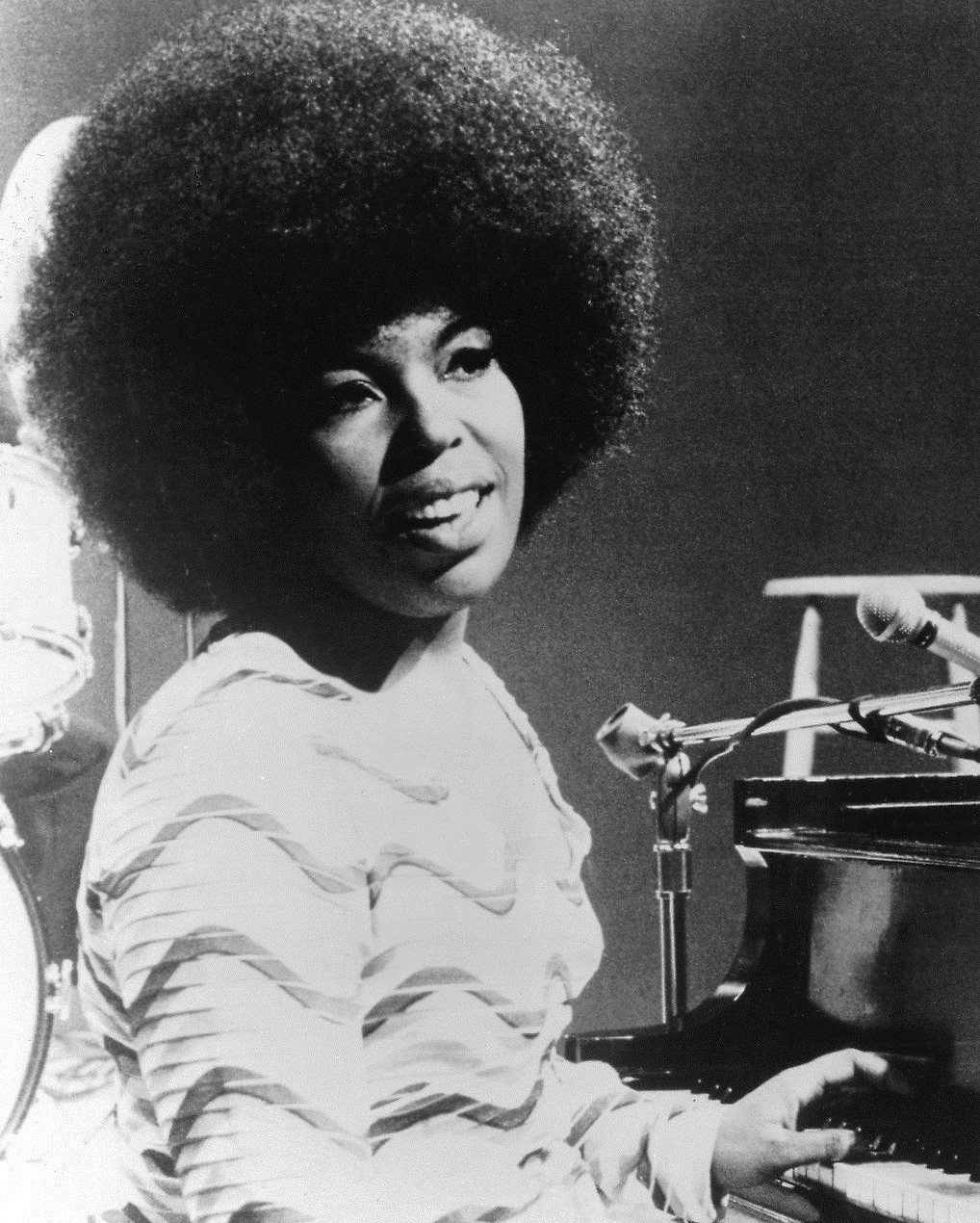
Roberta Flack,
geboren in 1937

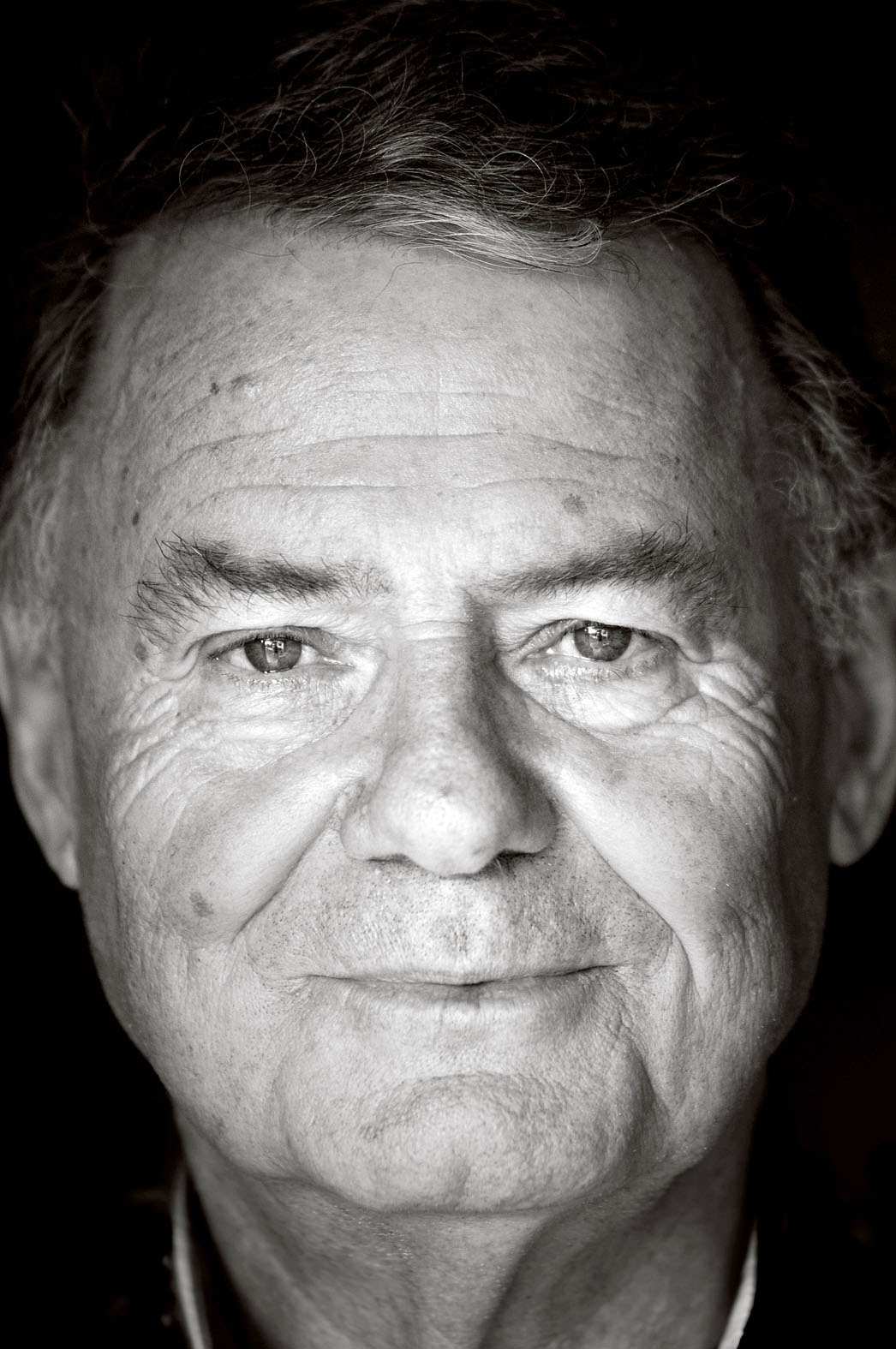
Jan Wauters,
geboren in 1939

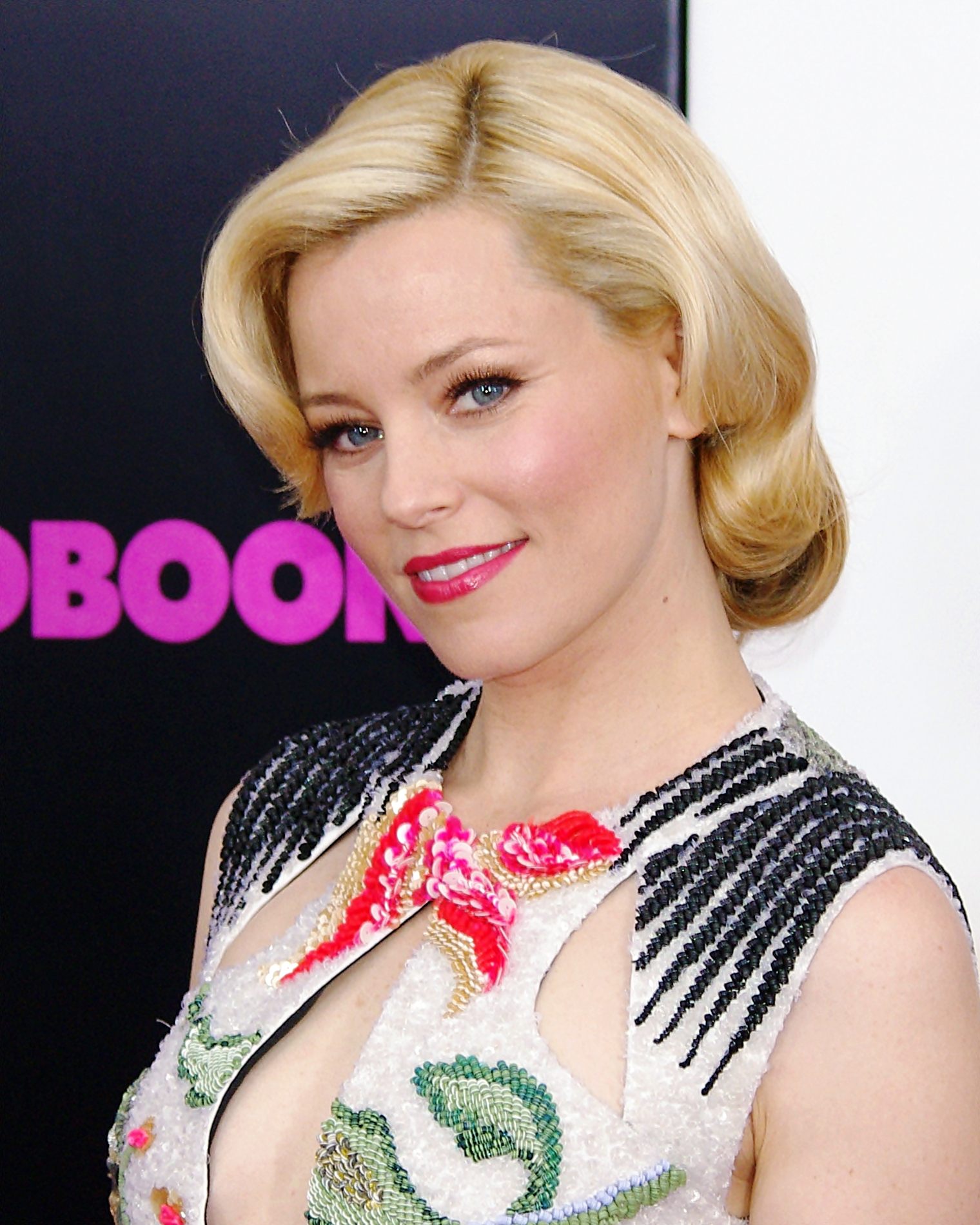
Elizabeth Banks,
geboren in 1974

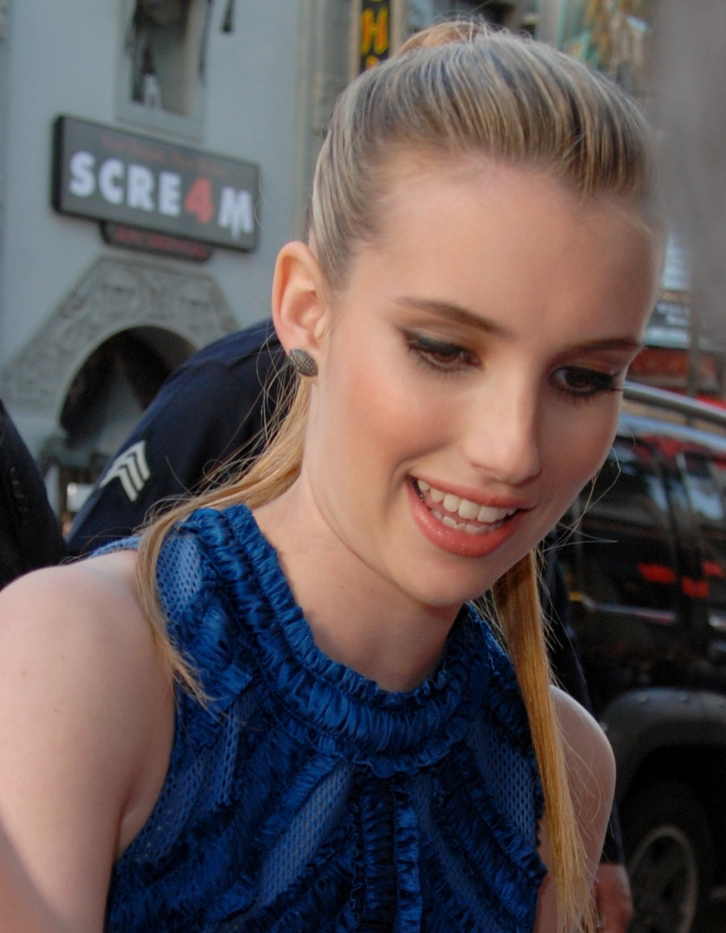
Emma Roberts,
geboren in 1991

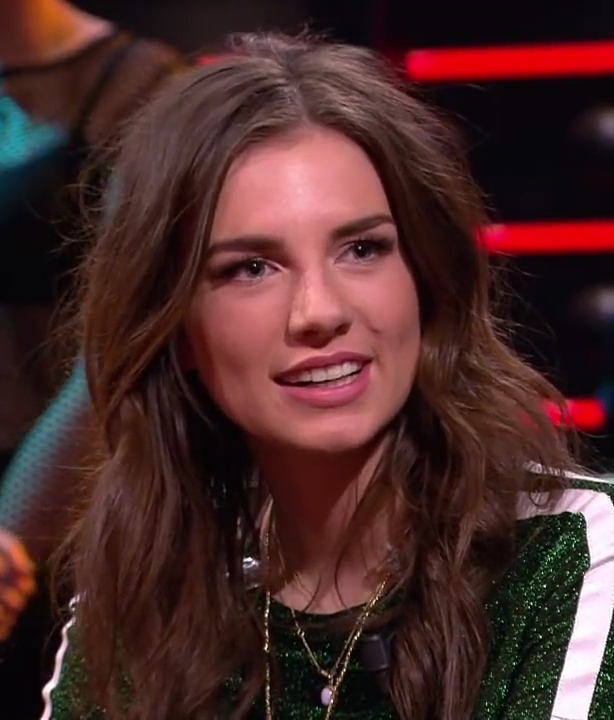
Maan,
geboren in 1997

- 1609 - Bartram de Fouchier, Nederlands kunstschilder en glasschilder (overleden 1673)
- 1637 - Henriëtte Catharina van Oranje, dochter van stadhouder Frederik Hendrik en Amalia van Solms (overleden 1708)
- 1776 - Hijbo Everdes de Boer, Nederlands militair (overleden 1838)
- 1839 - Max Rooses, Belgisch schrijver en vrijmetselaar (overleden 1914)
- 1848 - Anna Boch, Belgisch schilderes (overleden 1936)
- 1859 - Frans Coeckelbergs, Belgisch schrijver (overleden 1918)
- 1859 - Alexandre Millerand, president (1920-1924) en premier van Frankrijk (1920) (overleden 1943)
- 1881 - Kenneth McArthur, Zuid-Afrikaans atleet (overleden 1960)
- 1882 - Carolus Poma, Belgisch politicus (overleden 1962)
- 1889 - Cor Ruys, Nederlands toneelspeler, cabaretier en toneelleider (overleden 1952)
- 1890 - Boris Pasternak, Russisch schrijver en Nobelprijswinnaar (overleden 1960)
- 1892 - Günther Blumentritt, Duits generaal (overleden 1967)
- 1894 - Sara Bisschop, Nederlands kunstschilderes en tekenares (overleden 1992)
- 1894 - Harold Macmillan, Brits politicus; premier 1957-1963 (overleden 1986)
- 1896 - John Harding, Brits maarschalk (overleden 1989)
- 1896 - Eugène Rellum, Surinaams dichter (overleden 1989)
- 1898 - Bertolt Brecht, (Oost-)Duits dichter, (toneel)schrijver en toneelregisseur (overleden 1956)
- 1900 - Jac. van Hattum, Nederlands schrijver (overleden 1981)
- 1901 - Cor Kieboom, Nederlands voorzitter van Feyenoord (overleden 1982)
- 1902 - Walter Brattain, Amerikaans natuurkunde en Nobelprijswinnaar (overleden 1987)
- 1903 - Matthias Sindelar, Oostenrijks voetballer (overleden 1939)
- 1905 - William Henry Chick Webb, Amerikaans jazzdrummer en bandleider (overleden 1939)
- 1906 - Walraven van Hall, Nederlands bankier, verzetsstrijder (overleden 1945)
- 1906 - Erik Rhodes, Amerikaans acteur (overleden 1990)
- 1910 - Dominique Pire, Belgisch dominicaans pater en Nobelprijswinnaar (overleden 1969)
- 1911 - Mimi Kok sr., Nederlands actrice (overleden 2009)
- 1913 - Douglas Slocombe, Brits cameraman (overleden 2016)
- 1917 - Henri Halberstadt, Nederlands verzetsstrijder (overleden 1943)
- 1917 - Danny Kladis, Amerikaans autocoureur (overleden 2009)
- 1919 - Eddie Johnson, Amerikaans autocoureur (overleden 1974)
- 1920 - Hendrik Drogt, Nederlands verzetsstrijder (overleden 1944)
- 1920 - Max Hamburger, Nederlands psychiater en verzetsstrijder (overleden 2012)
- 1922 - Árpád Göncz, Hongaars politicus/ex-premier en ex-president (overleden 2015)
- 1923 - Chang Cheh, Chinees regisseur (overleden 2002)
- 1923 - Theo Fitzau, (Oost-)Duits autocoureur (overleden 1982)
- 1923 - Cesare Siepi, Italiaans operazanger (overleden 2001)
- 1924 - Leo Morpurgo, Surinaams journalist en hoofdredacteur (overleden 2013)
- 1926 - Danny Blanchflower, Noord-Iers voetballer (overleden 1993)
- 1927 - Jakov Lind, Oostenrijks-Brits schrijver, kunstschilder, filmregisseur en acteur (overleden 2007)
- 1927 - Leontyne Price, Afro-Amerikaans opera-sopraan
- 1929 - Jerry Goldsmith, Amerikaans componist van filmmuziek (overleden 2004)
- 1929 - Henk Heidweiller, Surinaams diplomaat en politicus (overleden 1989)
- 1930 - Robert Wagner, Amerikaans acteur
- 1933 - Piet van der Kuil, Nederlands voetballer
- 1934 - Tatjana Lolova, Bulgaars actrice (overleden 2021)
- 1935 - Ben Steneker, Nederlands countryzanger
- 1936 - Sigi Wolf, Surinaams theoloog en Surinamist (overleden 2008)
- 1937 - Roberta Flack, Amerikaans zangeres (overleden 2025)
- 1938 - Georgi Vajner, Russisch schrijver (overleden 2009)
- 1939 - Emilio Álvarez, Uruguayaans voetballer (overleden 2010)
- 1939 - Jan Wauters, Belgisch sportjournalist (overleden 2010)
- 1940 - Emmanuel Hendrickx, Belgisch politicus (overleden 2024)
- 1940 - Rainer Holbe, Duits tv-presentator, auteur en journalist (overleden 2025)
- 1940 - Volkert Merl, Duits autocoureur
- 1940 - Mary Rand, Brits atlete
- 1940 - Kenny Rankin, Amerikaans jazzzanger en -componist (overleden 2009)
- 1941 - Michael Apted, Brits regisseur (overleden 2021)
- 1941 - Ray Miller, Duits zanger
- 1941 - Carry-Ann Tjong Ayong, Surinaams-Nederlands schrijfster (overleden  2022)
- 1943 - Karl Kodat, Oostenrijks voetballer (overleden 2012)
- 1944 - Peter Allen, Australisch songwriter, zanger en entertainer (overleden 1992)
- 1944 - Sylvia Tóth, Nederlands zakenvrouw
- 1945 - Klaas Tuinstra, Nederlands politicus (overleden 2022)
- 1946 - Ray Mielczarek, Welsh voetballer (overleden 2013)
- 1947 - Chris Ethridge, Amerikaans bassist en lid van The Flying Burrito Brothers (overleden 2012)
- 1950 - Mark Spitz, Amerikaans zwemmer
- 1952 - Carla Beurskens, Nederlands atlete
- 1952 - Jan Keizer, Nederlands pianist en accordeonist
- 1955 - Greg Norman, Australisch golfer
- 1958 - Kim Andersen, Deens wielrenner
- 1961 - Tapio Korjus, Fins atleet
- 1961 - Alexander Payne, Amerikaans regisseur
- 1962 - Cliff Burton, Amerikaans bassist (overleden 1986)
- 1962 - Els De Temmerman, Belgisch journaliste
- 1962 - Pieter Jan Leeuwerink, Nederlands volleyballer (overleden 2004)
- 1963 - Philip Glenister, Brits acteur
- 1963 - Harris Huizingh, Nederlands voetballer
- 1963 - Paul de Krom, Nederlands politicus
- 1964 - Roger Reijners, Nederlands voetballer en voetbalcoach
- 1965 - Dana Winner, Belgisch zangeres
- 1965 - Marjolein Macrander, Nederlands actrice
- 1966 - Andrea Silenzi, Italiaans voetballer
- 1967 - Rini Coolen, Nederlands voetballer en voetbaltrainer
- 1967 - Laura Dern, Amerikaans actrice
- 1967 - Jacky Durand, Frans wielrenner
- 1967 - Frank Steeghs, Nederlands dirigent en trompettist
- 1968 - Suzanne den Dulk, Nederlands politica
- 1969 - Jan Kees de Jager, Nederlands politicus en econoom
- 1969 - Bart Leysen, Belgisch wielrenner
- 1970 - Hywel Simons, Brits acteur
- 1972 - Pieter van der Kruk, Nederlands atleet
- 1973 - Gunn-Rita Dahle Flesjå, Noors mountainbikester en wielrenster
- 1974 - Elizabeth Banks, Amerikaans actrice
- 1975 - Julian Thomas, Nederlands zanger
- 1976 - Davy Gilles, Belgisch acteur en musicalster
- 1976 - Zaza Dzjanasjia, Georgisch voetballer
- 1976 - Vedran Runje, Kroatisch voetbaldoelman
- 1976 - Marcin Sapa, Pools wielrenner
- 1977 - Bakary Gassama, Gambiaans voetbalscheidsrechter
- 1978 - Don Omar, Puerto Ricaans reggaetonartiest
- 1978 - Nahida Touhami, Algerijns atlete
- 1979 - Artjom Bezrodny, Russisch voetballer (overleden 2016)
- 1979 - Gabri, Spaans voetballer
- 1979 - Joey Hand, Amerikaans autocoureur
- 1979 - Kristen Viikmäe, Estisch voetballer
- 1979 - Leanne Brown, Brits zangeres
- 1980 - Enzo Maresca, Italiaans voetballer
- 1981 - Fränzi Aufdenblatten, Zwitsers alpineskiester
- 1981 - Marjolijn van Heemstra, Nederlands schrijfster, dichter, theatermaakster, podcastmaakster en journalist
- 1981 - The Rev, Amerikaans drummer (overleden 2009)
- 1981 - Natasha Saint-Pier, Canadees zangeres
- 1981 - Sigrid Vanden Bempt, Belgisch atlete
- 1981 - Matthieu Vandiest, Belgisch atleet
- 1981 - Stephanie Beatriz, Amerikaans actrice
- 1982 - Frank van Etten, Nederlands zanger
- 1982 - Justin Gatlin, Amerikaans atleet
- 1982 - Cees Juffermans, Nederlands shorttracker en marathonschaatser
- 1982 - Tarmo Neemelo, Ests voetballer
- 1982 - Kees Tol, Nederlands acteur en presentator
- 1983 - Rosina Hodde, Nederlands atlete
- 1984 - Adnan Alisic, Nederlands voetballer
- 1984 - Holly Crawford, Australisch snowboardster
- 1984 - Jemma Simpson, Brits atlete
- 1986 - Radamel Falcao, Colombiaans voetballer
- 1986 - Yui Ichikawa, Japans actrice
- 1986 - Viktor Troicki, Servisch tennisser
- 1987 - Poli Genova, Bulgaars zangeres
- 1987 - Frederiek Nolf, Belgisch wielrenner (overleden 2009)
- 1988 - Reinier Saxton, Nederlands golfer
- 1989 - Bashir Abdi, Somalisch-Belgisch atleet
- 1989 - Ellen Hogerwerf, Nederlands roeister
- 1990 - Freya Aelbrecht, Belgisch volleybalster
- 1990 - Barbara Guarischi, Italiaans wielrenster
- 1991 - Merel Baldé, Nederlands zangeres
- 1991 - Emma Roberts, Amerikaans actrice
- 1992 - Pauline Ferrand-Prévot, Frans wielrenster
- 1992 - Kévin Mayer, Frans atleet
- 1994 - Alvin Daniels, Frans-Guyaans voetballer
- 1994 - Evelyn Insam, Italiaans schansspringster
- 1994 - Robin Vanderbemden, Belgisch atleet
- 1994 - Charlotte Vega, Spaans actrice
- 1994 - Makenzie Vega, Amerikaans actrice
- 1995 - Tonya Schamp, Belgisch zangeres
- 1996 - Brianna Throssell, Australisch zwemster
- 1996 - Robert Vișoiu, Roemeens autocoureur
- 1997 - Lilly King, Amerikaans zwemster
- 1997 - Maan de Steenwinkel, Nederlands zangeres en actrice
- 1998 - Eline De Smedt, Belgisch gymnaste
- 1998 - Nienke Timmer, Nederlands atlete
- 2001 - Simon Mann, Brits-Amerikaans autocoureur
- 2002 - Sophie Weidauer, Duits voetbalster
- 2003 - Emely de Heus, Nederlands autocoureur
- 2003 - Max Rosenfelder, Duits voetballer
- 2006 - Aldo Taillieu, Belgisch wielrenner

## Overleden

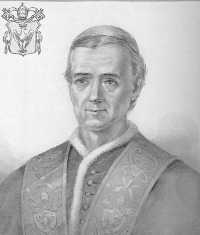
Paus Leo XII,
overleden in 1829

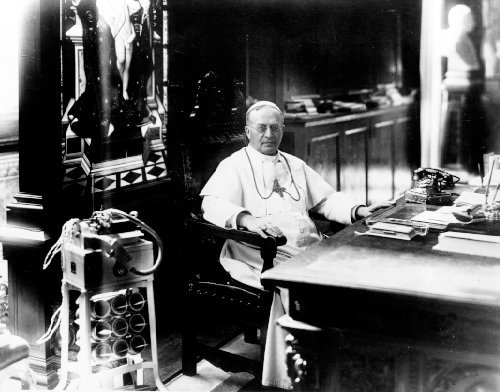
Paus Pius XI,
overleden in 1939

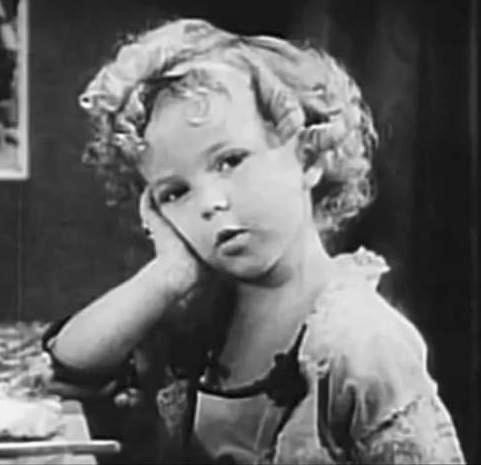
Shirley Temple,
overleden in 2014

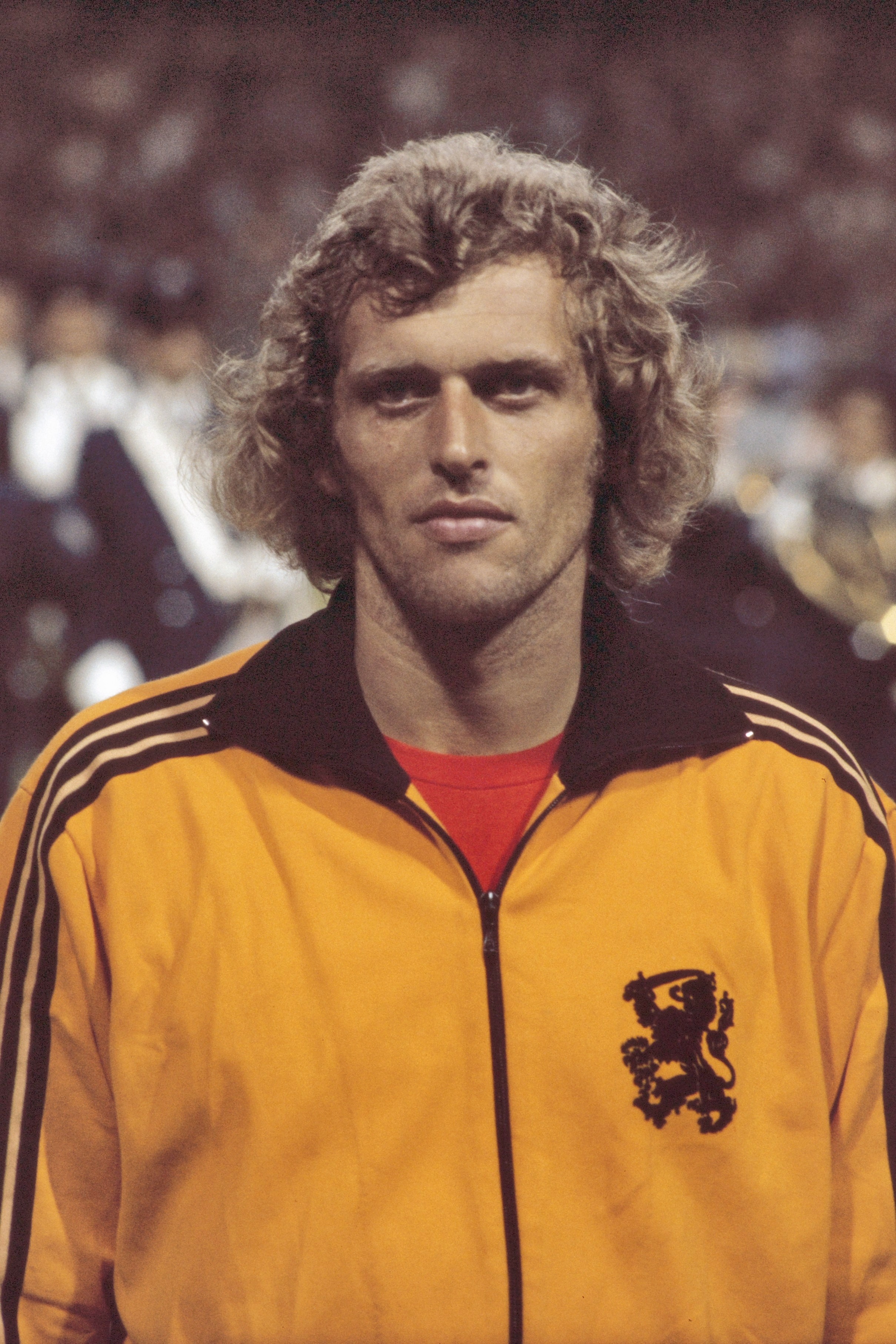
Piet Keizer,
overleden in 2017

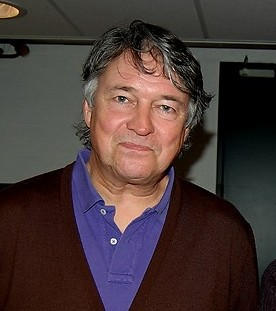
Ron Brandsteder,
overleden in 2025

- 1162 - Boudewijn III van Jeruzalem (32), koning van Jeruzalem
- 1280 - Margaretha II van Vlaanderen (77), gravin van Vlaanderen en Henegouwen
- 1471 - Frederik II van Brandenburg (56), tweede zoon van markgraaf Frederik I van Brandenburg
- 1633 - Nathan Field (45), Engels toneelschrijver
- 1722 - Bartholomew Roberts (40), Engels piraat
- 1752 - Henriëtte Anne van Frankrijk (25), prinses van Frankrijk
- 1755 - Charles de Montesquieu (65), Frans filosoof
- 1817 - Karl Theodor von Dalberg (73), aartsbisschop en keurvorst van Mainz, aartskanselier van het Heilige Roomse Rijk
- 1822 - Albert Casimir van Saksen-Teschen (83), hertog van Teschen en landvoogd van de Zuidelijke Nederlanden
- 1829 - Paus Leo XII (Annibale della Genga), (68)
- 1838 - Jan Apeldoorn (73), Nederlands tekenaar en kunstschilder
- 1864 - William Henry Hunt (73), Engels kunstschilder
- 1887 - Mrs Henry Wood (73), Engels schrijfster
- 1891 - Sofja Kovalevskaja (41), Russisch wiskundige
- 1912 - Joseph Lister (84), Brits chirurg
- 1913 - Konstantinos Tsiklitiras (24), Grieks atleet
- 1914 - Bart van Hove (63), Nederlands beeldhouwer en hoogleraar
- 1918 - Abdülhamit II Ottomaans sultan
- 1923 - Wilhelm Conrad Röntgen (77), Duits natuurkundige en Nobelprijswinnaar
- 1932 - Edgar Wallace (56), Engels schrijver
- 1939 - Paus Pius XI (Ambrogio Damiano Achille Ratti), (81)
- 1957 - Laura Ingalls Wilder (90), Amerikaans schrijfster
- 1959 - Andreas Hermanus Buissink (53), Nederlands burgemeester
- 1960 - Aloysius Stepinac (61), Kroatisch aartsbisschop en kardinaal
- 1962 - Eduard von Steiger (80), Zwitsers politicus
- 1963 - Louis Paulhan (79), Frans luchtvaartpionier
- 1970 - George Kettmann jr. (71), Nederlands schrijver en uitgever
- 1974 - Cees de Lange (60), Nederlands cabaretier, conferencier en presentator
- 1979 - Edvard Kardelj (69), Sloveens politicus en partizaan
- 1986 - Potsy Goacher (68), Amerikaans autocoureur
- 1987 - Andy Linden (64), Amerikaans autocoureur
- 1987 - Robert O'Brien (78), Amerikaans autocoureur
- 1987 - Hans Rosenthal (61), Duits televisiepresentator
- 1990 - Fernand Roelands (42), Belgisch bokser
- 1992 - Thomas Graftdijk (42), Nederlands schrijver, dichter en vertaler
- 1992 - Wim Ramaker (48), Nederlands omroepman, schrijver en dichter
- 1993 - Gerard Buyl (72), Belgisch wielrenner
- 1996 - Klaus-Dieter Seehaus (56), Oost-Duits voetballer
- 1997 - Brian Connolly (51), Schots rocksinger-songwiter, toetsenist, gitarist en acteur
- 1998 - Pol Mara (77), Belgisch kunstschilder, tekenaar en lithograaf
- 1998 - Erich Mückenberger (87), Oost-Duits politicus
- 2001 - Lewis Arquette (65), Amerikaans acteur
- 2001 - Niccolò Galli (17), Italiaans voetballer
- 2001 - Tjalle Jager (86), Nederlands politicus
- 2002 - Dave Van Ronk (65), Amerikaans volkszanger
- 2003 - Curt Hennig (44), Amerikaans professioneel worstelaar
- 2005 - Arthur Miller (89), Amerikaans toneelschrijver
- 2006 - Ibolya Csák (91), Hongaars atlete
- 2006 - Juan Soriano (85), Mexicaans kunstschilder en beeldhouwer
- 2007 - Charles Walgreen jr. (100), Amerikaans ondernemer
- 2008 - Ron Leavitt (60), Amerikaans producent
- 2008 - Chana Safrai (61), Israëlisch orthodox-joods judaïste
- 2008 - Roy Scheider (75), Amerikaans acteur
- 2009 - Carolyn George (80), Amerikaans ballerina
- 2009 - Berting Labra (75), Filipijns acteur
- 2009 - Antoine Vanhove (71), Belgisch bestuurslid van Club Brugge
- 2009 - Sefafín Vásquez Elizalde (86), Mexicaans bisschop
- 2010 - Joseph Azran (68), Israëlisch opperrabbijn en politicus
- 2012 - Adolfo Schwelm-Cruz (88), Argentijns autocoureur
- 2013 - Zhuang Zedong (72), Chinees tafeltennisser
- 2014 - Gordon Harris (73), Brits voetballer
- 2014 - Shirley Temple (85), Amerikaans actrice en diplomaat
- 2015 - Karl Josef Becker (86), Duits priester, theoloog en kardinaal
- 2015 - Paul Peeters (79), Belgisch politicus
- 2016 - Joeri Doemtsjev (57), Sovjet-Russisch/Russisch atleet
- 2016 - Leo Ehlen (62), Nederlands voetballer
- 2016 - Anatoli Iljin (84), Sovjet-Russisch voetballer
- 2016 - Eliseo Prado (86), Argentijns voetballer
- 2016 - Günter Schröter (88), Oost-Duits voetballer
- 2017 - Piet Keizer (73), Nederlands voetballer
- 2017 - Badrissein Sital (70), Surinaams militair en politicus
- 2018 - Walter Boucquet (76), Belgisch wielrenner
- 2018 - Michel Korzec (72), Pools-Nederlands publicist
- 2018 - Anne Treisman (82), Brits cognitief psycholoog
- 2019 - Carmen Argenziano (75), Amerikaans acteur
- 2019 - Daniel Silva dos Santos (36), Braziliaans voetballer
- 2019 - Christiane Timmerman (59), Belgisch antropologe en migratiedeskundige
- 2019 - Maura Viceconte (51), Italiaans atlete
- 2020 - Mario Ghella (90), Italiaans wielrenner
- 2021 - Victor Ambrus (85), Hongaars-Brits illustrator
- 2021 - Luc Dhoore (92), Belgisch politicus
- 2021 - Jon Mark (77), Brits zanger, (bas)gitarist, platenproducer en percussionist
- 2021 - Enrique Pérez Díaz (Pachín) (82), Spaans voetballer
- 2021 - Larry Flynt (78), Amerikaans tijdschriftuitgever
- 2021 - Luc Versteylen (93), Belgisch priester
- 2021 - Tom Waterreus (77), Nederlands beeldhouwer
- 2022 - Jevgenija Brik (40), Russisch actrice
- 2022 - Manuel Esquivel (81), Belizaans politicus
- 2022 - Denis Fraeyman (63), Belgisch voetballer
- 2022 - Duvall Hecht (91), Amerikaans roeier
- 2022 - Ari Olivier (82), Nederlands oplichter
- 2023 - AKA (Kiernan Forbes) (35), Zuid-Afrikaans rapper
- 2023 - Carlos Saura (91), Spaans filmregisseur
- 2024 - Günter Brus (85), Oostenrijks kunstenaar
- 2024 - E. Duke Vincent (91), Amerikaans televisieproducent
- 2024 - Paul de Vrees (69), Nederlands lichttechnicus
- 2025 - Ron Brandsteder (74), Nederlands presentator, (stem)acteur, zanger
- 2025 - John Cernuto (81), Amerikaans pokerspeler
- 2025 - Vincent van Engelen (77), Nederlands radio-dj, presentator en stemacteur

## Viering/herdenking
- Rooms-Katholieke kalender:

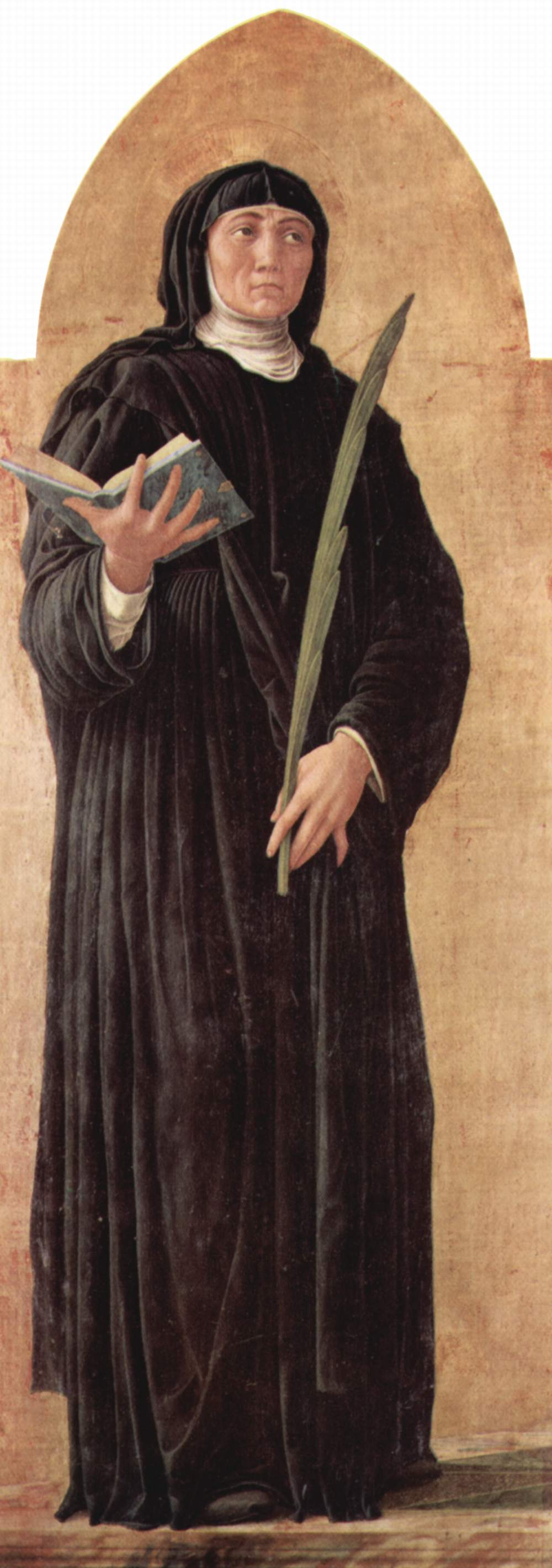
H. Scholastica

  - Heilige Scholastica (van Monte cassino) († 543) - Gedachtenis
  - Heilige Austrebert(h)a (van Pavilly) († 704)
  - Heilige Charalampe (Charalampus van Magnesia) († 203)
  - Heilige Silvaan (van Terracina) († 704)
  - Heilige Sura (Soteris) van Dordrecht († 1320)
  - Heilige Trumma van Abercorn, Keltisch bisschop († 704)
  - Zalige Hugo (van Fosses) († 1164) - Gedachtenis (in Bisdom Namen)
  - Zalige Aloysius Stepinac († 1960)
  - Zalige Guilielmus van Maleval († 1157)

## Weerextremen

### Nederland
| | Officiële records | Officiële records | Officiële records |      | Landelijke records | Landelijke records | Landelijke records         |
| Gebeurtenis | Jaar              | Extreem           | Locatie           | Jaar | Extreem            | Locatie            |                            |
| --- | ----------------- | ----------------- | ----------------- | ---- | ------------------ | ------------------ | -------------------------- |
| Laagste etmaalgemiddelde temperatuur (°C) | 1940              | −8,1              | De Bilt           |      | 1940               | −11,3              | Eelde                      |
| Hoogste etmaalgemiddelde temperatuur (°C) | 1958              | 10,5              | De Bilt           |      | 1958               | 12,0               | Maastricht                 |
| Laagste minimumtemperatuur (°C) | 1929              | −12,2             | De Bilt           |      | 1929               | −17,9              | Eelde                      |
| Hoogste minimumtemperatuur (°C) | 1918, 2024        | 8,9               | De Bilt           |      | 2024               | 9,8                | Hoek van Holland           |
| Laagste maximumtemperatuur (°C) | 1940              | −5,1              | De Bilt           |      | 1940               | −8,7               | Eelde                      |
| Hoogste maximumtemperatuur (°C) | 1914, 2008        | 13,4              | De Bilt           |      | 1958               | 15,7               | Maastricht                 |
| Hoogste uurgemiddelde windsnelheid (m/s) | 1925              | 20,1              | De Bilt           |      | 1981               | 24,7               | IJmuiden                   |
| Hoogste windstoot (m/s) | 1952              | 22,6              | De Bilt           |      | 2020               | 33,0               | Schaar                     |
| Langste zonneschijnduur (uur) | 1940, 2012        | 8,7               | De Bilt           |      | 1998, 2012         | 8,9                | Gilze-Rijen                |
| Langste neerslagduur (uur) | 2019              | 15,8              | De Bilt           |      | 2005 2019          | 18,8               | Wilhelminadorp Gilze-Rijen |
| Hoogste etmaalsom van de neerslag (mm) | 2019              | 30,5              | De Bilt           |      | 2005               | 31,8               | Gilze-Rijen                |
| Laagste etmaalgemiddelde relatieve vochtigheid (%) | 1932              | 53                | De Bilt           |      | 1932               | 53                 | De Bilt, Maastricht        |
| Laagste uurwaarde luchtdruk op zeeniveau (hPa) | 1953              | 972,0             | De Bilt           |      | 1953               | 968,9              | Vlissingen                 |
| Hoogste uurwaarde luchtdruk op zeeniveau (hPa) | 2012              | 1041,7            | De Bilt           |      | 2012               | 1043,6             | Eelde                      |
| Officiële records worden altijd gemeten op het KNMI-weerstation in De Bilt. Landelijke records kunnen worden gemeten op elk officieel KNMI-weerstation in Nederland. |                   |                   |                   |      |                    |                    |                            |

Uitzonderlijke gebeurtenissen
- 1914 - Eerste landelijke zachte dag van het jaar gemeten in Maastricht (maximumtemperatuur ≥ 15 °C op een officieel weerstation)
- 1958 - Eerste landelijke zachte dag van het jaar gemeten in Maastricht (maximumtemperatuur ≥ 15 °C op een officieel weerstation)

### België
Dagrecords
- 1855 - Laagste etmaalgemiddelde temperatuur −9,4 °C
- 1899 - Hoogste etmaalgemiddelde temperatuur 15,1 °C. Dit is de warmste dag ooit in de maand februari.
- 1895 - Laagste minimumtemperatuur −13 °C
- 1899 - Hoogste maximumtemperatuur 18,3 °C
- 1881 - Hoogste etmaalsom van de neerslag 18,6 mm

Uitzonderlijke gebeurtenissen
- 1902: 35 cm sneeuw in Ukkel: dikste sneeuwlaag in de loop van de eeuw.
- 1917: Koudegolf tussen 20 januari en 10 februari: in Ukkel zijn er 22 opeenvolgende ijsdagen en de minimumtemperatuur zakt 17 keer onder −10 °C.
- 1946: Natste van alle februari-decaden in Ukkel: 96,5 mm neerslag.
- 1958: Maximumtemperatuur tot 16,2 °C in Virton.
- 2010: Door onverwachte hoge sneeuwval in de ochtend is er 948 km file op de Belgische wegen. Dat is een record.[18]

<< · 1 · 2 · 3 · 4 · 5 · 6 · 7 · 8 · 9 · 10 · 11 · 12 · 13 · 14 · 15 · 16 · 17 · 18 · 19 · 20 · 21 · 22 · 23 · 24 · 25 · 26 · 27 · 28 · 29 · (30) · >>